# Nodosaurider
Nodosauridae (Marsh, 1890) är en familj av dinosaurier inom infraordningen Ankylosauria. Nodosauridae definieras som alla ankylosaurier som är närmre i släktskap till Panoplosaurus än till Ankylosaurus (Vickaryous o. a., 2004). Dessa författare anser att den mest primitiva medlemmen inom Nodosauridae är Cedarpelta, från äldre kritaperioden i det som idag är Nordamerika, Asien, Australien, Antarktis och Europa.

## Karakteristiska drag
Diagnostiska utmärkande drag för Nodosauridae är de som följer: runda, utskjutande supraorbitala knoppar, nackben som bara har sitt ursprung i basioccipitalen, samt mönstret i främre delen av underkäken. Det finns ett fjärde, otydligt drag: acromion på skulderbladet är ett knopp-liknande utskjutning. Alla nodosaurier kan, så som andra ankylosaurier, beskrivas som medelstora till stora, tungt byggda fyrbenta växtätande dinosaurier med små tänder och parasagittala rader av osteodermer (en typ av kroppspansar) på ryggen. 

## Släkten och klassificering
Taxa inom Nodosauridae inkluderar Cedarpelta (Cedar Mountain-formationen i Utah; Berriasian-Hauterivian); Pawpawsaurus (Paw Paw-formationen i Texas; yngre Albian); Sauropelta (Cloverly-formationen i Wyoming och Montana; yngre Aptian); Silvisaurus (Dakota-formationen i Kansas; yngre Aptian-äldre Cenomanian); Hungarosaurus (Csehbánya-formationen i Ungern; Santonian); Panoplosaurus (Dinosaur Park-formationen i Alberta, Kanada; yngre Campanian); Edmontonia (Judith River-formationen i Montana, Lance-formationen i South Dakota, Dinosaur Park-formationen, Horseshoe Canyon-formationen samt St. Mary River-formationen i Alberta; yngre Campanian-Maastrichtian).
Vickaryous, Maryanska och Weishampel (2004) betraktar två släkten av Nodosauridae som incertae sedis: Struthiosaurus (Gosau-formationen i Österrike, ett ej namngivet släkte i Frankrike och Sânpetru-formationen i Rumänien; Campanian - yngre Maastrichtian) samt Animantarx (Upper Cedar Mountain-formationen i Utah; äldre Cenomanian).

### Lista över släkten
- Infraordning Ankylosauria
  - Cedarpelta (Utah, västra Nordamerika)
  - Minmi (Queensland, Australien)
  - Antarctopelta (Antarktis)
  - Familj Ankylosauridae
  - FAMILJ NODOSAURIDAE
    - Liaoningosaurus (Liaoning-provincen, nordöstra Kina)
    - Panoplosaurus (Montana & Alberta, västra Nordamerika)
    - Stegopelta (Wyoming, västra Nordamerika)
    - Niobrarasaurus (Kansas, västra Nordamerika)
    - Texasetes (Texas, västra Nordamerika)
    - Animantarx (Utah, västra Nordamerika)
    - Edmontonia (Alberta, västra Nordamerika)
    - Anoplosaurus (England, nordvästra Europa)
    - Nodosaurus (Wyoming och Kansas, västra Nordamerika)
    - Struthiosaurus (centrala och södra Europa)
    - Sauropelta (Wyoming och Montana, västra Nordamerika)
    - Pawpawsaurus (Texas, västra Nordamerika)
    - Silvisaurus (Kansas, västra Nordamerika)
    - Hungarosaurus (Ungern, centrala och södra Europa)
    - Acanthopholis (Storbritannien, västra Europa)

## Alla släkten
- Acanthopholis (Även kallad Syngonosaurus)
- Animantarx
- Anoplosaurus
- Antarctopelta
- Borealopelta
- Brachypodosaurus
- Cryptodraco (Även kallad Cryptodracosaurus och Cryptosaurus)
- Danubiosaurus
- Denversaurus
- Dracopelta
- Edmontonia
- Glypodontopelta
- Hungarosaurus
- Hylaeosaurus (Även kallad Polacanthoides)
- Liaoningosaurus
- Minmi
- Niobrasaurus
- Nodosaurus (Även kallad Hierosaurus)
- Palaeoscincus
- Panoplosaurus
- Pawpawsaurus
- Priconodon
- Priodontognathus
- Sarcolestes
- Sauropelta (Även kallad Peltosaurus)
- Silviasaurus
- Stegopelta
- Struthiosaurus (Även kallad Crateomus, Peluropeltus och Phodanosaurus)
- Texasetes
- Tianchisaurus (Även kallad Tenchisaurus och Jurassosaurus)
- Zhejiangosaurus
- Zhongyuansaurus